# Paszuky (hromada Ułaszaniwka)
Paszuky (ukr. Пашуки) – wieś na Ukrainie, w obwodzie chmielnickim, w rejonie szepetowskim, w hromadzie Ułaszaniwka, nad Korczykiem. W 2001 roku liczyła 560 mieszkańców.